# پایداری عددی
در زیرشاخه ریاضی آنالیز عددی، پایداری عددی (به انگلیسی: Numerical stability) به‌طور کلی ویژگی مطلوب الگوریتم‌های عددی است. تعریف دقیق پایداری به زمینه آن بستگی دارد. یکی جبر خطی عددی و دیگری الگوریتم‌هایی برای حل معادلات دیفرانسیل معمولی و جزئی با تقریب گسسته.